# Вон Доноп, Пелам
Лейтенант-полковник Пелам Джордж вон Доноп (англ. Pelham George von Donop; 28 апреля 1851 — 7 ноября 1921) — английский футболист и военный. Выступал за футбольный клуб «Ройал Энджинирс», а также за национальную сборную Англии. Был офицером Корпуса королевских инженеров, а также главным инспектором железных дорог Великобритании.
Был крёстным отцом писателя сэра Пелама Гренвилла Вудхауса, которого так назвали в честь вон Донопа.

## Ранние годы и образование
Родился в Саутси (графство Хэмпшир) в семье коммандера (позднее — вице-адмирала) Королевского флота Эдварда Пелама Брентона вон Донопа и Луизы Мари Дианы.
Окончил Королевский Сомерсетширский колледж в Бате, затем поступил в Королевскую военную академию в Вулидже в 1869 году.

## Военная карьера
В декабре 1871 года получил звание лейтенанта и был отправлен в Корпус королевских инженеров. Параллельно продолжал играть в крикет за команду Корпуса королевских инженеров.
В декабре 1883 года получил звание капитана. В сентябре 1884 года, будучи членом 8-го железнодорожного батальона Корпуса королевских инженеров, отправился в Египет. Принял участие в Нильской экспедиции. В Судане батальон вон Донопа построил более 140 км железнодорожных путей, от Сарраса до Акаши, которые использовались для транспортировки продовольствия и боеприпасов. В июне 1866 года вернулся в Египет. С января 1889 года по февраль 1894 года был инспектором по подводной обороне в Бомбее (Британская Индия). В мае 1890 года был повышен до майора, а в декабре 1897 года — до лейтенанта-полковника.
В 1899 году стал инспектором железных дорог Великобритании, а в июле 1913 года стал главным инспектором и оставался им до выхода на пенсию с 1916 году. Расследовал многочисленны инциденты на железной дороге, включая индицент в Уитеме (Эссекс) в 1905 году и в Илфорде (Эссекс) в 1915 году. Также проводил проверки безопасности трамвайных сетей.

## Спортивная карьера

### Футбол
8 марта 1873 года вон Доноп дебютировал за сборную Англии по футболу в товарищеском матче против сборной Шотландии, в котором англичане победили со счётом 4:2. 6 марта 1875 года провёл свой второй (и последний) матч за сборную Англии, также против сборной Шотландии (ничья 2:2).
На клубном уровне выступал за «Ройал Энджинирс» (футбольную команду Корпуса королевских инженеров). В сезоне 1873/74 вон Доноп помог «Ройал Энджинирс» выйти в финал Кубка Англии, где его команда проиграла клубу «Оксфорд Юниверсити» со счётом 0:2.
В сезоне 1874/75 «инженеры» вновь вышли в финал Кубка Англии, где сыграли вничью с клубом «Олд Итонианс». В переигровке финала «Ройал Энджинирс» одержал победу со счётом 2:0; клуб и вон Доноп завоевали свой единственный Кубок Англии.
Вон Доноп играл за «Ройал Энджинирс» до 1887 года. В ноябре 1886 года он сделал хет-трик в игре против футбольной команды Королевской военной академии.

### Крикет
В 1870 году сыграл за сборную Королевской военной академии в ежегодном крикетном матче против сборной Королевского военного училища на стадионе «Лордс» 23 и 24 мая. В следующем году сыграл против крикетного клуба «Марилебон» на том же стадионе.
Также играл в крикет во время своей службы в Бомбее.

### Теннис
Был известным теннисистом. В 1879 году выиграл Открытый чемпионат Бермуд в мужском парном разряде (вместе с Чарльзом Вудом).
В 1881 году сыграл в мужском одиночном разряде на Глостерширском теннисном турнире в Челтнеме, где проиграл Джорджу Баттеруэрту в первом раунде. В 1882 году сыграл на Уимблдонском турнире. В 1884 выиграл Чемпионат Западной Англии в мужском одиночном разряде в Бате. С 1882 по 1883 год дважды выходил в финал Открытого чемпионата Эксмута (англ. Exmouth Open) в мужском одиночном разряде, оба раза проиграв в них Чарльзу Лейси Суиту. В 1892 году стал финалистом теннисного чемпионата западной Индии, который прошёл в Бомбее.

## Личная жизнь
Младший брат Пелама Стэнли Брентон вон Доноп служил в Королевской артиллерии, участвовал во Второй англо-бурской войне, был начальником главного управления вооружения и боевой техники (англ. Master-General of the Ordnance), полковником-комендантом Королевского артиллерийского полка и в итоге стал генерал-майором.
Был крёстным отцом писателя сэра Пелама Гренвилла Вудхауса, которого так назвали в честь вон Донопа.
В марте 1890 женился на Этел Фарран Орр, дочери барристера из Бомбея.
Умер 7 ноября 1921 года, был похоронен в Мортлейке (Лондон).

## Спортивные достижения
«Ройал Энджинирс»
- Обладатель Кубка Англии: 1875
- Финалист Кубка Англии: 1874